# DSV-Pokal 2017/18
Der DSV-Pokal 2017/18 war die 46. Austragung des Wasserballpokalwettbewerbs der Herren. Er begann am 7. Oktober 2017 mit der 1. Runde und endete mit der Titelverteidigung von Waspo 98 Hannover im Finale über die Wasserfreunde Spandau 04. Damit sicherte sich Hannover seinen vierten Cup-Erfolg nach 1998, 2003 und 2017.

## Teilnehmende Mannschaften
Für den DSV-Pokal hatten sich folgende 32 Mannschaften qualifiziert:
| Deutsche Wasserball-Liga die 16 Vereine der Saison 2016/17 | 2. Wasserball-Liga Landesgruppen der Saison 2016/17 | Oberliga aus der Saison 2016/17          |
| Plätze 1 – 8 - Wasserfreunde Spandau 04 - Waspo 98 Hannover (TV) - ASC Duisburg - OSC Potsdam - SSV Esslingen - White Sharks Hannover - SG Neukölln Berlin - SV Bayer Uerdingen 08 Plätze 9 – 16 - Duisburger SV 98 - SVV Plauen - SV Krefeld 72 - SC Wedding Berlin - SC Neustadt - Poseidon Hamburg - SV Würzburg 05 | Nord - SpVg Laatzen - Hellas 1899 Hildesheim - HSG Warnemünde - Hamburger Turnerbund von 1862 Ost - SG Schöneberg Berlin - SV Zwickau 04 - SGW Brandenburg - Wasserball-Union Magdeburg West - SGW Köln - Blau-Weiß Bochum - SGW Solingen/Wuppertal Süd - SV Weiden - SG Stadtwerke München - SGW Leimen/Mannheim - SV Ludwigsburg 08 - Erster Frankfurter SC | Oberliga West - DJK SV Poseidon Duisburg |

1. ↑   Der SV Ludwigsburg 08 nahm den freien Platz von DWL-Absteiger SV Cannstatt ein, der nicht für diesen Wettbewerb gemeldet hatte.

## Modus
Der Sieger im DSV-Pokal, wurde nach dem K.-o.-System ermittelt. Die Paarungen wurden vor jeder Runde ausgelost, wobei unterklassige Vereine Heimrecht hatten. Endete ein Spiel nach regulärer Spielzeit unentschieden, wurde der Sieger durch ein sofortiges Fünfmeterwerfen ermittelt.

## 1. Runde
In der ersten Runde im DSV-Pokal starteten die qualifizierten Mannschaften aus den Landesgruppen der 2. Wasserball-Liga sowie unterklassige Vereine aus der Saison 2016/17.
| Datum              |                        | Ergebnis |                            |
| ------------------ | ---------------------- | -------- | -------------------------- |
| Sa 7.10. 14:00 Uhr | SG Schöneberg Berlin   | 01:10    | SV Ludwigsburg 08          |
| Sa 7.10. 16:00 Uhr | SGW Brandenburg        | 11:80    | SpVg Laatzen               |
| Sa 7.10. 16:00 Uhr | Hellas 1899 Hildesheim | 12:14    | Wasserball-Union Magdeburg |
| Sa 7.10. 16:30 Uhr | HSG Warnemünde         | 03:13    | SGW Solingen/Wuppertal     |
| Sa 7.10. 16:45 Uhr | Erster Frankfurter SC  | 18:50    | Hamburger TB 1862          |
| Sa 7.10. 17:00 Uhr | SV Zwickau 04          | 12:11    | SG Stadtwerke München      |
| Sa 7.10. 18:00 Uhr | SV Weiden              | 15:10    | Blau-Weiß Bochum           |
| Sa 7.10. 20:00 Uhr | SGW Leimen/Mannheim    | 08:18    | SGW Köln                   |

## 2. Runde
In der zweiten Runde gesellten sich zu den acht Siegern der ersten Runde, jene Mannschaften aus der Deutschen Wasserball-Liga die in der Saison 2016/17 die Plätze 9 bis 16 belegten.
| Datum               |                            | Ergebnis |                   |
| ------------------- | -------------------------- | -------- | ----------------- |
| Sa 21.10. 16:00 Uhr | DJK SV Poseidon Duisburg   | 07:17    | SV Weiden         |
| Sa 21.10. 16:00 Uhr | SGW Brandenburg            | 06:20    | Duisburger SV 98  |
| Sa 21.10. 16:30 Uhr | SV Würzburg 05             | 06:15    | SV Ludwigsburg 08 |
| Sa 21.10. 16:45 Uhr | Erster Frankfurter SC      | 03:13    | SC Wedding Berlin |
| Sa 21.10. 17:00 Uhr | SV Krefeld 72              | 7:8      | SC Neustadt       |
| Sa 21.10. 17:00 Uhr | SV Zwickau 04              | 04:12    | SGW Köln          |
| Sa 21.10. 18:00 Uhr | Wasserball-Union Magdeburg | 06:13    | Poseidon Hamburg  |
| Sa 21.10. 18:30 Uhr | SGW Solingen/Wuppertal     | 05:21    | SVV Plauen        |

## Achtelfinale
Ab dem Achtelfinale stiegen die acht besten Mannschaften der Deutschen Wasserball-Liga aus der Saison 2016/17 in den Wettbewerb ein.
| Datum               |                   | Ergebnis |                          |
| ------------------- | ----------------- | -------- | ------------------------ |
| Sa 11.11. 16:00 Uhr | Waspo 98 Hannover | 13:20    | SSV Esslingen            |
| Sa 11.11. 18:00 Uhr | SV Weiden         | 09:16    | SVV Plauen               |
| Sa 11.11. 18:00 Uhr | SGW Köln          | 07:10    | Duisburger SV 98         |
| Sa 11.11. 18:00 Uhr | SC Neustadt       | 11:13    | SG Neukölln Berlin       |
| Sa 11.11. 19:00 Uhr | OSC Potsdam       | 10:90    | White Sharks Hannover    |
| Sa 11.11. 19:00 Uhr | SV Ludwigsburg 08 | 07:19    | ASC Duisburg             |
| So 12.11. 14:00 Uhr | Poseidon Hamburg  | 01:32    | Wasserfreunde Spandau 04 |
| So 21.01. 16:30 Uhr | SC Wedding Berlin | 11:90    | SV Bayer Uerdingen 08    |

## Viertelfinale
| Datum               |                    | Ergebnis |                          |
| ------------------- | ------------------ | -------- | ------------------------ |
| Do 25.01. 20:00 Uhr | SG Neukölln Berlin | 07:10    | OSC Potsdam              |
| So 04.02. 13:00 Uhr | Duisburger SV 98   | 04:19    | Waspo 98 Hannover        |
| So 11.02. 16:30 Uhr | ASC Duisburg       | 15:80    | SC Wedding Berlin        |
| Sa 24.03. 16:00 Uhr | SVV Plauen         | 09:19    | Wasserfreunde Spandau 04 |

## Finalrunde inPotsdam

### Halbfinale
| Datum               |                          | Ergebnis |                   |
| ------------------- | ------------------------ | -------- | ----------------- |
| Sa 05.05. 17:15 Uhr | OSC Potsdam              | 05:18    | Waspo 98 Hannover |
| Sa 05.05. 19:00 Uhr | Wasserfreunde Spandau 04 | 19:30    | ASC Duisburg      |

### Spiel um Platz 3
| Datum               |             | Ergebnis |              |
| ------------------- | ----------- | -------- | ------------ |
| So 06.05. 13:30 Uhr | OSC Potsdam | 12:15    | ASC Duisburg |

### Finale
| Waspo 98 Hannover | Waspo 98 Hannover | Wasserfreunde Spandau 04 | Wasserfreunde Spandau 04 |
| | Finale Sonntag, 6. Mai 2018 um 15:15 Uhr in Potsdam (Sport- und Freizeitbad Blu) Ergebnis: 12:8 (2:1,3:1,3:4,4:2) Zuschauer: 500 Schiedsrichter: Stefan Seidel, Ralf Müller Spielerstatistik                                    |                          |                          |
| Moritz Schenkel – Ante Ćorušić, Erik Bukowski, Julian Real, Darko Brguljan, Aleksandar Radović, Predrag Jokić , Tobias Preuss, Luka Sekulić, Pere Estrany Esforzado, Marek Tkáč, Jorn Winkelhorst, Marin Ban Trainer: Karsten Seehafer | László Baksa – Remi Saudadier, Lucas Gielen, Mateo Ćuk, Tiberiu Negrean, Maurice Jüngling, Dennis Strelezkij, Nikola Dedović, Marko Stamm , Ben Reibel, Marin Restović, Stefan Pjesivac, Lukas Küppers Trainer: Petar Kovačević |                          |                          |
| 1:0 Darko Brguljan (1:14) 2:1 Darko Brguljan (7:22) 3:1 Aleksandar Radović (8:41) 4:1 Darko Brguljan (9:32) 5:2 Julian Real (14:15) 6:3 Ante Ćorušić (16:37) 7:4 Ante Ćorušić (18:11) 8:5 Ante Ćorušić (23:30) 9:6 Pere Estrany Esforzado (25:21) 10:6 Pere Estrany Esforzado (26:20) 11:6 Darko Brguljan (27:06) 12:7 Aleksandar Radović (28:50) | 1:1 Nikola Dedović (4:27) 4:2 Marko Stamm (13:17) 5:3 Marko Stamm (16:22) 6:4 Marko Stamm (16:58) 7:5 Lucas Gielen (18:59) 8:6 Lucas Gielen (23:52) 11:7 Lukas Küppers (28:26) 12:8 Stefan Pjesivac (31:54)                     |                          |                          |